# ミラー・トゥ・ザ・スカイ
『ミラー・トゥ・ザ・スカイ』（Mirror to the Sky）は、2023年に発表されたイエスのアルバム。

## 解説
2021年10月、メンバーのスティーヴ・ハウ、アラン・ホワイト、ジェフ・ダウンズ、ジョン・デイヴィソン、ビリー・シャーウッドに加えて、2016年にホワイトが腰椎椎間板損傷の手術を受けて回復するまでの間ホワイトの代役を務めて以来バンドのツアーに帯同していたジェイ・シェレンがパーカッションでゲスト参加したアルバム『ザ・クエスト』をリリースした。創作意欲の高揚に乗っていたバンドは『ザ・クエスト』のレコーディング直後から次のアルバムの制作に取り掛かった。「僕らはまだ創作活動の真っ最中だった」とハウは説明する。「バンドが長い間スタジオで何もしていなかったので、たくさんの素材が浮かんでいた」とシャーウッドが付け加える。「アイデアが山ほどあったんだ」。
2022年5月23日、アラン・ホワイトが健康上の問題を理由に、1972年のアルバム『Close to the Edge（危機）』50周年記念のワールドツアーに参加しないことを発表した。ホワイトはその3日後に逝去した。2023年2月、イエスはジェイ・シェレンを正式メンバーに迎えた。
前作と同様に、スティーヴ・ハウがアルバムのプロデュースを担当した。「『ザ・クエスト』を仕上げている頃、特に組み合わせてより大きな作品に仕上げたいと思っていた音楽的なアイデアがいくつかあった。そこで10分のトラック2曲から着手し、それが「ルミノシティ」と（14分の）タイトルトラックになった。アルバム制作に向けて、この2曲が出来たことは本当に励みになった。その後は、それらを発展させ、誰がどのような曲を持っていて、どのようなコラボレーションが生まれるかを見極めるだけだった」。

## 収録曲
| #         | タイトル                                                          | 作詞・作曲                                   | 時間  |
| --------- | ----------------------------------------------------------------- | -------------------------------------------- | ----- |
| 1.        | 「カット・フロム・ザ・スターズ - "Cut from The Stars"」           | ジョン・デイヴィソン、ビリー・シャーウッド   | 5:25  |
| 2.        | 「オール・コネクテッド - "All Connected"」                        | デイヴィソン、スティーヴ・ハウ、シャーウッド | 9:02  |
| 3.        | 「ルミノシティ - "Luminosity"」                                   | デイヴィソン、ハウ、シャーウッド             | 9:04  |
| 4.        | 「リヴィング・アウト・ゼア・ドリーム - "Living Out Their Dream"」 | ハウ、ジェフ・ダウンズ                       | 4:45  |
| 5.        | 「ミラー・トゥ・ザ・スカイ - "Mirror to the Sky"」                | デイヴィソン、ハウ                           | 13:53 |
| 6.        | 「サークルズ・オブ・タイム - "Circles of Time"」                  | デイヴィソン                                 | 4:59  |
| 合計時間: | 合計時間:                                                         | 合計時間:                                    | 47:08 |

| #         | タイトル                                                  | 作詞・作曲 | 時間  |
| --------- | --------------------------------------------------------- | ---------- | ----- |
| 7.        | 「アンノウン・プレイス - "Unknown Place"」                | ハウ       | 8:15  |
| 8.        | 「ワン・セカンド・イズ・イナフ - "One Second is Enough"」 | ハウ       | 4:04  |
| 9.        | 「マジック・ポーション - "Magic Potion"」                 | ハウ       | 4:08  |
| 合計時間: | 合計時間:                                                 | 合計時間:  | 16:27 |

## パーソネル
- ジョン・デイヴィソン – ボーカル、アコースティック・ギター
- スティーヴ・ハウ – エレクトリック／アコースティック／スティール・ギター、ボーカル
- ジェフ・ダウンズ – キーボード
- ビリー・シャーウッド – ベース、ボーカル
- ジェイ・シェレン – ドラムス、パーカッション

### アディショナル・ミュージシャン
- FAMESスタジオオーケストラ（#1–3、5、6）
- オレグ・コンドラテンコ - 指揮（#1–3、5、6）
- ポール・K・ジョイス - オーケストラ編曲